# Jim Corsi
Pour les articles homonymes, voir Corsi.
James Corsi, surnommé Big Jim, (né le 19 juin 1954 à Montréal, dans la province de Québec au Canada) est un joueur professionnel italo-canadien de hockey sur glace qui évoluait à la position de gardien de but. Avant sa carrière en hockey, il a connu une courte expérience dans le soccer professionnel.
Actuellement, il est entraîneur-assistant responsable des gardiens pour les Sabres de Buffalo, franchise de la Ligue nationale de hockey.

## Biographie

### Carrière de joueur
Natif de Montréal, Jim Corsi fait ses études au Collège Loyola de 1971 à 1976. Durant cette période, il participe aux activités sportives du collège et se montre aussi à l'aise sur les terrains de soccer que  dans les patinoires de hockey sur glace où il occupe la position de gardien de but, remportant plusieurs récompenses dans les championnats universitaires (SIC) des deux disciplines. Au cours des saisons 1971 et 1973, il fait ses premières expériences dans le sport professionnel, disputant quelques rencontres avec l'Olympique de Montréal de la North American Soccer League.
Une fois ses études terminées, il se tourne définitivement vers le hockey, signant avec les Nordiques de Québec de l'Association mondiale de hockey (AMH). Pour sa première saison, il est assigné à leur club-école, les Nordiques du Maine de la North American Hockey League (NAHL). Cette saison-là, l'équipe du Maine atteint la finale mais est battue par les Blazers de Syracuse. La saison suivante, il joint l'effectif de la franchise de Québec, jouant 23 parties. Pour la saison 1978-1979, Corsi dispute 40 rencontres et réalise trois blanchissages. Par la suite, l'AMH est dissoute et quatre de ses équipes, dont les Nordiques, sont intégrées à la Ligue nationale de hockey (LNH). Peu de temps avant le début de la saison, il signe avec les Oilers d'Edmonton, autre franchise provenant de l'AMH. Dans l'Alberta où il côtoie les jeunes Wayne Gretzky et Mark Messier, il joue 26 matchs avant d'être échangé aux North Stars du Minnesota et finit la saison en ligue mineure.
À partir de 1980, il part jouer en Italie. Durant son séjour qui dure douze ans, il remporte la Serie A en 1981, avec le HC Gherdeina, 1984, avec le HC Bolzano, 1987 et 1989 avec le HC Varèse. Il devient également un membre de l'équipe d'Italie, disputant huit championnats du monde dont deux dans le groupe élite. Lors de l'édition 1982, Il garde la cage de la sélection italienne qui tient en échec le Canada mené par Gretzky (3-3) et domine les États-Unis (7-5). En 1992, il met un terme à sa carrière de joueur.
En 1997, l'Université Concordia l'intronise dans son temple de la renommée des sports avant de retirer son numéro 1 en 2002.

### Carrière d'entraîneur
Aussitôt sa carrière de joueur terminée, Jim Corsi retourne au Canada où il devient entraîneur-assistant chargé de la préparation des gardiens de but. Il occupe cette position avec les Stingers de Université Concordia et les Redmen de McGill du SIC en 1992, les St. Michael's Majors de Toronto de la Ligue de hockey de l'Ontario de 1994 à 1997, les Gees Gees  d'Ottawa du SIC et les SERC Wild Wings du Deutsche Eishockey Liga (DEL) ainsi que l'équipe féminine du Canada au cours de la saison 1997-1998.
Depuis 1998, c'est avec les Sabres de Buffalo de la LNH qu'il dispense son savoir, voyant passer sous sa supervision entre autres Martin Biron, Mika Noronen ou encore Ryan Miller. À l'occasion des Jeux olympiques d'hiver de 2006 organisés à Turin en Italie, il est un membre de l'encadrement de l'équipe d'Italie. Pour ceux de 2010, il a commenté pour une chaine de télévision canadienne.
Une statistique non officielle mise au point par lui porte son nom, le Corsi number. Il s'agit d'une variante du plus-moins où les buts inscrits sont remplacés par les tirs durant le temps de jeu à égalité numérique. Il est applicable aussi bien sur les joueurs que sur les équipes. Le number est essentiellement populaire sur les sites web tenus par des supporters.

## Statistiques
| Saison     | Équipe                | Ligue      |    | Saison régulière | Saison régulière | Saison régulière | Saison régulière | Saison régulière | Saison régulière | Saison régulière | Saison régulière | Saison régulière | Saison régulière |   | Séries éliminatoires | Séries éliminatoires | Séries éliminatoires | Séries éliminatoires | Séries éliminatoires | Séries éliminatoires | Séries éliminatoires | Séries éliminatoires | Séries éliminatoires |
| Saison     | Équipe                | Ligue      | PJ | V                | D                | Pr/N             | Min              | BC               | Moy              | % Arr            | Bl               | Pun              | PJ               | V | D                    | Min                  | BC                   | Moy                  | % Arr                | Bl                   | Pun                  |                      |                      |
| 1973-1974  | Collège Loyola        | SIC        | 11 |                  |                  |                  | 660              | 30               | 2,73             |                  | 1                |                  |                  |   |                      |                      |                      |                      |                      |                      |                      |                      |                      |
| 1974-1975  | Collège Loyola        | SIC        | 40 |                  |                  |                  | 2 359            | 109              | 2,72             |                  | 2                |                  |                  |   |                      |                      |                      |                      |                      |                      |                      |                      |                      |
| 1975-1976  | Université Concordia  | SIC        | 20 | 19               | 0                | 1                | 1 200            | 36               | 1,8              |                  | 2                |                  |                  |   |                      |                      |                      |                      |                      |                      |                      |                      |                      |
| 1976-1977  | Nordiques du Maine    | NAHL       | 54 |                  |                  |                  | 2 988            | 181              | 3,57             |                  | 1                |                  | 12               | 7 | 5                    | 714                  | 46                   | 3,87                 |                      | 1                    |                      |                      |                      |
| 1977-1978  | Nordiques de Québec   | AMH        | 23 | 10               | 7                | 0                | 1 089            | 82               | 4,52             | 87,3             | 0                |                  |                  |   |                      |                      |                      |                      |                      |                      |                      |                      |                      |
| 1978-1979  | Dusters de Binghamton | LAH        | 4  | 1                | 2                | 0                | 211              | 7                | 1,99             |                  | 0                |                  |                  |   |                      |                      |                      |                      |                      |                      |                      |                      |                      |
| 1978-1979  | Nordiques de Québec   | AMH        | 40 | 16               | 20               | 1                | 2 291            | 126              | 3,3              | 89,9             | 3                |                  | 2                | 0 | 1                    | 66                   | 7                    | 6,36                 |                      | 0                    |                      |                      |                      |
| 1979-1980  | Oilers d'Edmonton     | LNH        | 26 | 8                | 14               | 3                | 1 366            | 83               | 3,65             |                  | 0                |                  |                  |   |                      |                      |                      |                      |                      |                      |                      |                      |                      |
| 1979-1980  | Apollos de Houston    | LCH        | 17 | 8                | 5                | 2                | 959              | 57               | 3,57             |                  | 0                |                  |                  |   |                      |                      |                      |                      |                      |                      |                      |                      |                      |
| 1979-1980  | Stars d'Oklahoma City | LCH        | 11 | 5                | 6                | 0                | 645              | 28               | 2,6              |                  | 1                |                  |                  |   |                      |                      |                      |                      |                      |                      |                      |                      |                      |
| 1980-1981  | HC Gherdeina          | Serie A    |    |                  |                  |                  |                  |                  |                  |                  |                  |                  |                  |   |                      |                      |                      |                      |                      |                      |                      |                      |                      |
| 1981-1982  | HC Gherdeina          | Serie A    |    |                  |                  |                  |                  |                  |                  |                  |                  |                  |                  |   |                      |                      |                      |                      |                      |                      |                      |                      |                      |
| 1982-1983  | HC Gherdeina          | Serie A    |    |                  |                  |                  |                  |                  |                  |                  |                  |                  |                  |   |                      |                      |                      |                      |                      |                      |                      |                      |                      |
| 1983-1984  | HC Bolzano            | Serie A    | 18 | 16               | 1                | 1                | 1 080            | 60               | 3,33             |                  |                  |                  | 6                | 4 | 2                    | 360                  | 28                   | 4,67                 |                      | 0                    |                      |                      |                      |
| 1984-1985  | HC Varèse             | Serie A    |    |                  |                  |                  |                  |                  |                  |                  |                  |                  |                  |   |                      |                      |                      |                      |                      |                      |                      |                      |                      |
| 1985-1986  | HC Varèse             | Serie A    |    |                  |                  |                  |                  |                  |                  |                  |                  |                  |                  |   |                      |                      |                      |                      |                      |                      |                      |                      |                      |
| 1986-1987  | HC Varèse             | Serie A    | 36 |                  |                  |                  | 2 134            | 103              | 2,9              |                  | 1                |                  |                  |   |                      |                      |                      |                      |                      |                      |                      |                      |                      |
| 1987-1988  | HC Varèse             | Serie A    |    |                  |                  |                  |                  |                  |                  |                  |                  |                  |                  |   |                      |                      |                      |                      |                      |                      |                      |                      |                      |
| 1988-1989  | HC Varèse             | Serie A    | 42 |                  |                  |                  | 2 520            | 116              | 2,76             |                  | 0                |                  | 5                |   |                      | 300                  | 8                    | 1,6                  |                      | 1                    |                      |                      |                      |
| 1989-1990  | HC Varèse             | Serie A    |    |                  |                  |                  |                  |                  |                  |                  |                  |                  |                  |   |                      |                      |                      |                      |                      |                      |                      |                      |                      |
| 1990-1991  | HC Varèse             | Serie A    | 44 |                  |                  |                  | 2 610            | 165              | 3,79             |                  | 0                |                  |                  |   |                      |                      |                      |                      |                      |                      |                      |                      |                      |
| Totaux AMH | Totaux AMH            | Totaux AMH | 63 | 26               | 27               | 1                | 3 380            | 208              | 3,69             | 89,0             | 3                |                  | 2                | 0 | 1                    | 66                   | 7                    | 6,36                 |                      | 0                    |                      |                      |                      |
| Totaux LNH | Totaux LNH            | Totaux LNH | 26 | 8                | 14               | 3                | 1 366            | 83               | 3,65             |                  | 0                |                  |                  |   |                      |                      |                      |                      |                      |                      |                      |                      |                      |

| Année | Équipe | Compétition          |    | PJ | V | D | Pr/N | Min | BC   | Moy | % Arr | Bl | Pun             |  | Résultat |
| 1981  | Italie | Championnat du monde | 7  | 6  | 0 | 1 | 420  | 18  | 2,57 |     | 0     |    | 1er du Groupe B |  |          |
| 1982  | Italie | Championnat du monde | 7  | 1  | 5 | 1 | 390  | 38  | 5,85 |     | 0     |    | Septième        |  |          |
| 1983  | Italie | Championnat du monde | 10 | 1  | 8 | 1 | 568  | 50  | 5,28 |     | 0     |    | Huitième        |  |          |
| 1985  | Italie | Championnat du monde | 7  | 5  | 0 | 2 | 420  | 22  | 3,14 |     | 0     |    | 3e du Groupe B  |  |          |
| 1986  | Italie | Championnat du monde | 7  | 4  | 3 | 0 | 420  | 16  | 2,29 |     | 1     |    | 2e du Groupe B  |  |          |
| 1987  | Italie | Championnat du monde | 7  | 2  | 4 | 1 | 420  | 29  | 4,14 |     | 0     |    | 6e du Groupe B  |  |          |
| 1989  | Italie | Championnat du monde | 7  | 5  | 1 | 1 | 420  | 16  | 2,29 |     | 2     |    | 2e du Groupe B  |  |          |
| 1990  | Italie | Championnat du monde | 5  | 2  | 2 | 1 | 299  | 14  | 2,81 |     | 0     |    | 2e du Groupe B  |  |          |

## Transactions
- septembre 1976 : signé par les Nordiques de Québec à titre d'agent libre
- 4 octobre 1979 : signé par les Oilers d'Edmonton à titre d'agent libre
- 11 mars 1980 : échangé aux North Stars du Minnesota par les Oilers en retour de futures considérations

## Titres et honneurs personnels
- Sport interuniversitaire canadien
  - Nommé dans la seconde équipe d'étoiles 1975 de l'Association athlétique des universités du Québec (AAUQ)
  - Nommé dans la première équipe d'étoiles 1976 de l'AAUQ
  - Récipiendaire du trophée Sénateur Joseph A. Sullivan 1976, remis au joueur de l'année par le SIC
- Serie A
  - Champion d'Italie 1981, avec le HC Gherdeina, 1984, avec le HC Bolzano, 1987 et 1989 avec le HC Varèse
- Championnat du monde de hockey sur glace
  - Nommé dans l'équipe d'étoiles des championnats du monde B 1981 et 1987
  - Nommé dans la seconde équipe d'étoiles du championnat du monde 1982
  - Meilleur gardien de but du championnat du monde B 1986
- Université Concordia
  - Intronisé au Concordia University Sports Hall of Fame en 1997
  - Numéro retiré par les Stingers de Concordia en 2002